# Bence Svasznek
Bence Svasznek (ungarisch Svasznek Bence; * 25. Juli 1975 in Budapest) ist ein ehemaliger ungarischer Eishockeyspieler und heutiger Trainer, der einen Großteil seiner Karriere bei Alba Volán Székesfehérvár unter Vertrag stand.

## Karriere
Bence Svasznek begann seine Karriere als Eishockeyspieler in der Nachwuchsabteilung des Újpesti TE, für dessen Profimannschaft er von 1994 bis 1996 in der ungarischen Eishockeyliga aktiv war. Anschließend spielte der Verteidiger vier Jahre lang für dessen Ligarivalen Ferencvárosi TC. Daraufhin nahm ihn Alba Volán Székesfehérvár unter Vertrag. Mit der Mannschaft wurde er in den folgenden acht Jahren insgesamt sieben Mal Meister. Einzig in der Saison 2001/02 verpasste er mit Alba Volán diesen Erfolg. Parallel nahm der Nationalspieler mit seiner Mannschaft jeweils an der multinationalen Interliga teil. Diese konnte in den Jahren 2003 und 2007 gewonnen werden. 
In der Saison 2007/08 spielte Svasznek fast ausschließlich in der Österreichischen Eishockey-Liga, in die Alba Volán in dieser Spielzeit aufgenommen worden war. Erst für die Playoffs wurde er in den Kader des Teams Alba Voláns aus der ungarischen Eishockeyliga geholt und traf in 13 Spielen ein Mal und gab drei Vorlagen. Von 2008 bis 2011 spielte der Ungar für die Budapest Stars parallel in der neu gegründeten MOL Liga und der ungarischen Eishockeyliga. Zur Saison 2011/12 kehrte er zu seinem Heimatverein Újpesti TE zurück. Im Januar 2012 schloss er sich den Miskolci Jegesmedvék JSE an, wo er am Saisonende seine Karriere beendete.          

### International
Svasznek vertrat sein Heimatland Ungarn erstmals bei der Junioren-C-Weltmeisterschaft 1994, als die Mannschaft den fünften Platz belegte. Bei den Senioren kam der Verteidiger erstmals bei der Weltmeisterschaft der Division I 2001 zum Einsatz. Bis zur Weltmeisterschaft der Division I 2010 einschließlich gehörte er zum Kader Ungarns. Die größten Erfolge in dieser Zeit waren der Aufstieg in die Top-Division bei der Weltmeisterschaft der Division I 2008 und die damit verbundene Teilnahme an der Weltmeisterschaft 2009 in der Schweiz. Zudem stand er für die Magyaren bei der Olympiaqualifikation für die Winterspiele in Vancouver 2010 auf dem Eis.
Der Abwehrspieler absolvierte 145 Länderspiele für die ungarische Nationalmannschaft.

### Trainerlaufbahn
Nach seiner aktiven Karriere schlug Svasznek die Trainerlaufbahn ein. Er betreute die ungarische U18-Auswahl bei den Weltmeisterschaften 2014 und 2015 in der Division I ebenso als Assistenztrainer, wie die U20-Auswahl bei den Weltmeisterschaften 2013 und 2016 in der Division II. Seit 2015 ist er zudem Co-Trainer von MAC Budapest in der MOL Liga.

## Erfolge und Auszeichnungen
| - 2001 Ungarischer Meister mit Alba Volán Székesfehérvár - 2003 Ungarischer Meister mit Alba Volán Székesfehérvár - 2003 Interliga-Gewinn mit Alba Volán Székesfehérvár - 2004 Ungarischer Meister mit Alba Volán Székesfehérvár - 2005 Ungarischer Meister mit Alba Volán Székesfehérvár | - 2006 Ungarischer Meister mit Alba Volán Székesfehérvár - 2007 Ungarischer Meister mit Alba Volán Székesfehérvár - 2007 Interliga-Gewinn mit Alba Volán Székesfehérvár - 2008 Ungarischer Meister mit Alba Volán Székesfehérvár - 2009 Ungarischer Vizemeister mit den Budapest Stars |

### International
- 2008 Aufstieg in die Top-Division bei der Weltmeisterschaft der Division I, Gruppe B
- 2014 Aufstieg in die Division I, Gruppe A, bei der U18-Weltmeisterschaft der Division I, Gruppe A (als Co-Trainer)
- 2016 Aufstieg in die Division I, Gruppe B, bei der U20-Weltmeisterschaft der Division II, Gruppe A (als Co-Trainer)

## ÖEHL-Statistik
(Stand: Ende der Saison 2011/12)